# Tsagaan Khas
Tsagaan Khas (en mongol: Цагаан Хас; que significa "esvástica blanca") o Dayar Mongol es una organización neonazi mongola que afirma tener 3.000 miembros, aunque esta afirmación está en disputa. Otras fuentes afirman que la organización tiene "más de 1.000 miembros". Según Reuters en 2013, tenían "solo más de 100 miembros". Nyam Puruv, un historiador mongol , estimó en 2009 que el grupo en realidad tenía solo una docena de miembros. El afiliado electoral de la organización recibió el 1 por ciento o menos de los votos en las elecciones legislativas mongolas de 2008.
El grupo fue fundado por Ariunbold Altankhuum en la década de 1990. El grupo surgió durante la transición de Mongolia a una economía de mercado después de que los estilos de vida nómadas tradicionales se volvieron menos viables y con un trasfondo de creciente desigualdad económica.
Según Altankhuum, "la razón por la que elegimos este camino es porque lo que está pasando aquí en Mongolia es como en 1939, y el movimiento de Hitler transformó su país en un país poderoso". Altankhuum también ha expresado una visión positiva de Francisco Franco y Gengis Kan.
El cofundador del grupo, que se conoce con el alias de "Gran Hermano", dijo: "Adolf Hitler era alguien a quien respetamos. Nos enseñó cómo preservar la identidad nacional... No estamos de acuerdo con su extremismo y con iniciar la Segunda Guerra Mundial" . Estamos en contra de todos esos asesinatos, pero apoyamos su ideología. Apoyamos el nacionalismo en lugar del fascismo". Los miembros del grupo se visten con atuendos nazis (como uniformes que se asemejan a los de las Schutzstaffel) y hacen uso del saludo "Sieg Heil", la Cruz de Hierro y el águila nazi.
Big Brother ha afirmado que el grupo no promueve el crimen y que expulsa a los "elementos criminales" de su membresía, además de exigir que todos los miembros tengan una buena educación. Uno de los líderes del grupo es diseñador de interiores. También afirmó que el grupo trabaja en estrecha colaboración con otros grupos ultranacionalistas en Mongolia.
Los miembros del grupo se caracterizan por su extremo sentimiento antichino y su oposición al matrimonio interracial. Un seguidor del grupo ha expresado la opinión de que "tenemos que asegurarnos de que, como nación, nuestra sangre sea pura. Eso es sobre nuestra independencia... Si empezamos a mezclarnos con los chinos, nos tragarán lentamente. La sociedad mongola es no muy rica. Los extranjeros vienen con mucho dinero y podrían comenzar a llevarse a nuestras mujeres". El grupo ha sido acusado de atacar a parejas interraciales, inmigrantes, prostitutas y la comunidad LGBT, incluso mediante la promoción de la violencia. El grupo se ha centrado en las mujeres mongolas que han tenido relaciones con hombres chinos, afeitándose el pelo y, a veces, tatuándose la frente.
Algunas actitudes negativas hacia los chinos en Mongolia por parte de grupos como Tsagaan Khas pueden atribuirse a la política de la Unión Soviética que presenta a China como una amenaza para Mongolia, a fin de recibir la lealtad de Mongolia. Durante esta división chino-soviética, la República Popular de Mongolia le dio a la Unión Soviética su firme apoyo en todos los asuntos.
En 2013, intentaron cambiar su enfoque hacia la lucha contra la contaminación resultante de la minería en Mongolia. El grupo ha aparecido en operaciones mineras, exigiendo ver el papeleo y, a veces, ha saboteado las operaciones mineras si no están satisfechos con la forma en que se administran. Según Altankhuum, el grupo quiere cumplir un papel que, según dicen, las autoridades locales han fallado en relación con las empresas mineras extranjeras. Exigen muestras de suelo de las operaciones mineras, con el fin de comprobar la contaminación del suelo. En una entrevista con Reuters, Altankhuum declaró: "Nuestro propósito cambió de luchar contra los extranjeros en las calles a luchar contra las empresas mineras".